# Kingdom of the Night
Kingdom of the Night är bandet Axxis första album och kom ut 1989.

## Låtlista
Samtliga låtar skrivna av Walter Pietsch och Bernhard Weiss.
1. "Living in a World" - 3:53
2. "Kingdom of the Night" - 3:51
3. "Never Say Never" - 3:41
4. "Fire and Ice" - 4:00
5. "Young Souls" - 3:16
6. "For a Song" - 4:04
7. "Love Is Like an Ocean" - 3:24
8. "The Moon" - 3:40
9. "Tears of the Trees" - 4:10
10. "Just One Night" - 3:13
11. "Kings Made of Steel" - 3:32
12. "Living in a World" (förlängd version)	- 5:08

### Fotnoter
1. ↑  ”Kingdom of the Night”. Discogs.com. http://www.discogs.com/Axxis-Kingdom-Of-The-Night/master/47493. Läst 9 december 2012.